# Stilpnonotus postsignatus
Stilpnonotus postsignatus is een keversoort uit de familie Mycteridae. De wetenschappelijke naam van de soort is voor het eerst geldig gepubliceerd in 1889 door Fairmaire.